# Kozoïta-(La)
La kozoïta-(La) és un mineral de la classe dels carbonats, que pertany al grup de la kozoïta. Rep el seu nom en al·lusió a la seva relació amb la kozoïta-(Nd) i la seva composició amb lantani dominant.

## Característiques
La kozoïta-(La) és un carbonat de fórmula química (La,Nd)(CO₃)(OH). Va ser aprovada com a espècie vàlida per l'Associació Mineralògica Internacional l'any 2002. Cristal·litza en el sistema ortoròmbic. Acostuma a trobar-se en forma d'esfè de gins a mig centímetre. rules zonificades És l'anàleg de lantani de la kozoïta-(Nd) i d'una espècie encara sense anomenar, coneguda com a Unnamed (Ce-analogue of kozoite-(La) and -(Nd)).
Segons la classificació de Nickel-Strunz, la kozoïta-(La) pertany a «05.DC - Carbonats amb anions addicionals, amb H₂O, amb cations grans» juntament amb els següents minerals: ancylita-(Ce), calcioancylita-(Ce), calcioancylita-(Nd), gysinita-(Nd), ancylita-(La), kozoïta-(Nd), kamphaugita-(Y), sheldrickita, thomasclarkita-(Y), peterbaylissita, clearcreekita i niveolanita.

## Formació i jaciments
Va ser descoberta al basalt d'olivina alcalí de Mitsukoshi, a Hizen-cho, a la ciutat de Karatsu (Prefectura de Saga, Regió de Kyūshū, Japó), on sol trobar-se associada a kozoïta-(Nd) i lantanita-(Nd). També ha estat descrita a les pedreres d'Aris, al districte de Windhoek, Namíbia. Es tracta dels dos únics indrets on ha estat trobada aquesta espècie mineral.